# Pârvu Boerescu
Pârvu Boerescu (n. 22 martie 1888 – d. 6 septembrie 1978, București) a fost un ofițer al Armatei României din Primul Război Mondial. A îndeplinit funcții de ofițer de stat major în cadrul Diviziei 11 Infanterie în campaniile anilor 1916 și 1917. A luat parte la prima bătălie din Valea Jiului din octombrie 1916 și Bătălia de la Mărășești din campania anului 1917.:p. 89
A fost decorat cu Ordinul Militar de Război „Mihai Viteazul”.:p. 76

## Biografie
Pârvu Boerescu (prenume complet: Pârvu-Ion-Constantin) s-a născut la 22 martie 1888, în București, ca fiu al căpitanului (ulterior general de divizie) Constantin Z. Boerescu și al Alexandrinei Boerescu, născută Socec (1868-1952).
În 1917 s-a căsătorit cu Felicia (Fifi) Maimarolu (1892-1977), fiica arhitectului Dimitrie Maimarolu, de care a divorțat în 1924. Din prima căsătorie au rezultat doi copii: Codrea (1921-1937) și Despina (1919-1987), măritată (între 1935 și 1940) cu aviatorul Ștefan „Bebe” Grecianu:p. 93, iar din 1961 cu Ralph Sassoon:p. 178 Pârvu Boerescu s-a recăsătorit în 1941 cu Zizi (Zoe) Laurențiu (1917-1995) cu care a avut un singur copil, muzicianul și filologul Pârvu Boerescu (n. 1946).
A încetat din viață la 6 septembrie 1978, în vârstă de 90 de ani.

## Cariera militară
Sublocotenent de Cavalerie (01.07.1907), Locotenent (01.07.1910), Căpitan (01.04.1915), Maior (13.11.1917) . Ulterior a fost avansat lt.-colonel și colonel în rezervă.
După absolvirea clasei a 4-a liceale la Liceul „Gh. Lazăr” din București în 1902, a fost înscris până în anul 1905 la Școala Fiilor de Militari din Iași, după care a trecut în Școala militară de infanterie și cavalerie din București, pe care o absolvă în anul 1906, ca șef de promoție. În septembrie 1906 a fost trimis la un stagiu militar de specializare în Germania, în Regimentul 15 de dragoni al Cavaleriei Prusiene (la Haguenau), frecventând Școala de Război din Metz și Școala de Echitație din Paderborn. Întors în țară în 1910, este avansat locotenent în Regimentul 5 Călărași și apoi în reg. 1 Roșiori. În anii 1912 și 1913 urmează Școala Superioară de Război din București, pe care o absolvă ca ofițer brevetat de stat-major, activând din 1915 în Ministerul de război, la direcția a 2-a Cavalerie.

## Luptele de la Jiu
La începutul războiului (15/28 august 1916), cpt. P. Boerescu era ofițer în Statul-major al Armatei I-a, la Craiova, de unde a fost trimis în diverse misiuni de transmitere a ordinelor, de informare și de sprijin operativ. La ordinul Marelui Cartier General din Buftea a fost trimis în Dobrogea (28 aug./10 sept.), unde a ajutat la organizarea rezistenței unităților din Divizia 2/5 care luptau în sectorul Oltina. Din Medgidia a raportat apoi situația trupelor și despre modul neglijent și iresponsabil de conducere a operațiilor încredințate generalului A. Zaioncikovski, comandantul Corpului 24 rus, a cărui inactivitate a contribuit la retragerea generală spre linia Cernavodă – Constanța, cu grave consecințe pentru situația Armatei Române din Dobrogea. În 6/19 septembrie a fost trimis în defileul Jiului (Surduc, Polatiște, Păiș), unde unitățile românești se retrăgeau sub presiunea inamicului. A reușit împreună cu trupele comandate de col. Stavrache să asigure apărarea defileului până la sosirea întăririlor . 
La 9/22 octombrie cpt. Boerescu a fost mutat șef al biroului de operații din Stat-majorul Diviziei a 11-a. Două zile mai târziu, generalul I. Dragalina a fost numit la comanda Armatei I-a. În 12/25 octombrie, cpt. Boerescu l-a însoțit împreună cu alți ofițeri din statul-major al Diviziei a 11-a pe Generalul Dragalina în recunoașterea pe care acesta a făcut-o în defileul Jiului, pentru a inspecta posturile înaintate ale reg. 26 infanterie. Din nefericire, la Schitul Locuri Rele, în apropierea Mânăstirii Lainici, viteazul general Dragalina a fost foarte grav rănit. 
Pătrunderea rapidă a trupelor germane până la marginea orașului Târgu Jiu a creat o situație foarte grea și periculoasă, în care comandantul Grupului „Jiu”, col. I. Anastasiu, împreună cu comandantul Diviziei a 11, col. D. Cocorăscu și cu lt.-col Mărculescu trebuiau să hotărască felul cum vor fi utilizate trupele de întărire trimise de la Slatina. În contradictoriu cu ordinele primite de la Armata I-a, cpt. Boerescu a susținut ideea ca „Detașamentul lt.col. Coandă” să nu fie adus în fața orașului Tg. Jiu, unde ar fi fost copleșit de superioritatea numerică a inamicului, ci să fie debarcat în gara Tg. Cărbunești și îndreptat spre Tetila, de unde urma să atace inamicul din flanc, pentru a-i tăia liniile de retragere. Soluția a fost acceptată, iar cpt. Boerescu însoțit de colonelul francez Fain, detașat la Div. 11, au traversat liniile inamice pe drumul cel mai scurt, noaptea, camuflați, pentru a ieși în întâmpinarea Detașamentului Coandă, la Tetila, și pentru a se asigura de buna desfășurare a planului de luptă . În dimineața de 14/27 octombrie, cpt. Boerescu, cu acordul lt.-colonelului Coandă, a preluat comanda primelor eșaloane de trăgători în atacul spre Sâmbotinul. Manevra „Detașamentului Coandă”, susținută de eroismul soldațiilor și de vitejia unor ofițeri precum slt. N. Pătrășcoiu, originar din satul învecinat Arsuri, a avut drept rezultat retragerea trupelor germane, cu mari pierderi, înapoi pe creasta munților.
După retragerea în Moldova, Divizia a 11-a a intrat în refacere, fiind adusă la Mărășești în 6/19 aug. 1917. Maiorul P. Boerescu s-a mai remarcat cu ocazia incursiunii organizate în noaptea de 18-19 nov./1-2 dec. 1917, când, în fruntea unui detașament special antrenat, a străpuns liniile dușmane în zona Buduiul Calciu - Dealul Secului, pentru a captura documente aflate asupra ofițerilor germani, din care să rezulte situația reală a dispunerii trupelor și adevăratele intenții ale inamicului.
La 1/13 ianuarie 1918, Divizia a 11-a (comandată de gen. Ernest Broșteanu) a intrat în Chișinău, la solicitarea „Sfatului Țării” al Republicii Democratice Moldovenești, pentru a proteja viețile și bunurile locuitorilor din Basarabia. Maiorul P. Boerescu, șef al Biroului 2 (informații militare) al Diviziei a 11-a, a fost numit „Comandantul Pieții” în acest oraș (6 ianuarie - 11 februarie 1918). Misiunea sa principală a fost aceea de a cooordona și de a duce la bun sfârșit dezarmarea elementelor turbulente (foști soldați etc.) din Chișinău. A ajutat apoi la organizarea armatei Republicii Democratice Moldovenești.
În urma unui concediu de boală prelungit, la sfârșitul anului 1918 maiorul P. Boerescu a ieșit din cadrele active ale armatei. S-a implicat ulterior în organizarea „Uniunii Ofițerilor de Rezervă” (U.O.R.), filialele Ilfov și Chișinău, și a făcut parte din delgațiile României la congresele F.I.D.A.C. de la Paris, Londra, Bruxelles (unde a fost decorat cu „La Croix militaire” a Belgiei, cl. I -10.11.1928) și Belgrad (unde a primit Ordinul „Coroana Iugoslaviei”, cl. III-a - 10 mai 1940).

## Ordinul militar „Mihai Viteazul”, Înalt Decret No 190
Ferdinand I / Prin grația lui Dumnezeu și voința națională / Rege al României / La toți de față și viitori sănătate. 
Dorind a răsplăti meritele Căpitanului Boerescu Pârvu, dela Statmajorul Armatei Ia, pentru vitejia, inițiativa și avântul cu care s’a condus la 5 septembrie 1916, în lupta de lângă pichetul Polatiște și la 14 octombrie 1916, în lupta de lângă Sâmbotinul, când a condus succesiv trei linii de trăgători, prin focul de baraj al artileriei bavareze, –
Noi îi conferim Ordinul militar „Mihai Viteazul” clasa IIIa / Drept care îi dăm acest brevet subscris de Noi și învestit cu regescul Nostru sigiliu. / Dat în Iași, la 10 martie 1917. / L.S. (ss) Ferdinand / L.S. Ministru de Răsboi / (ss) Vintilă Brătianu / No 190. / Brevet No 101.

## Cariera civilă
Pârvu Boerescu a ocupat diferite funcții de conducere în industrie: director tehnic al Fabricii de Hârtie din Piatra Neamț, director al Fabricii de Viscoză „Apretura”, din Popești-Leordeni etc. A înființat propriile sale firme: „Reprezentanța Industriilor Străine” (R.I.S.), cu sediul în București, între anii 1927 și 1940 , apoi „Întreprinderile Pescărești Boerescu” (I.P.B.), între anii 1941 și 1944, la Jibrieni, lângă Vâlcov. Între 1931 și 1937 a condus filiala din jud. Târnava-Mică (Mediaș) a Partidului Liberal Gh. Brătianu.
În anul 1969 i-au fost recunoscute meritele militare din timpul Războiului de Întregire, primind, ca și ceilalți foarte puțini ofițeri supraviețuitori decorați cu Ordinul „Mihai Viteazul” în anii 1916–1917, o pensie specială, mai decentă.

## Decorații
- Crucea „Trecerea Dunării” cu bareta „Tradiție” (19 septembrie 1941) „ca descendent fiu al generalului de divizie † Boerescu Z. Constantin”.[24]

## Lucrări publicate
- Mitraliere de Cavalerie. O comparație a regulamentelor actuale germane și franceze relativ la mitralierele cavalerie, completată prin exemple din marile manevre imperiale germane din 1909, de Locot. Pârvu Boerescu din regimentul 9 roșiori. București, Institutul de arte grafice „Eminescu”, 1912. (Extras din „Revista Armatei”, nr. 7-8/1912, p. 549-595.)[25]
- Rolul ofițerului de rezervă român, Conferință ținută de dl Maior de rezervă Pârvu Boerescu. Uniunea Ofițerilor de Rezervă și în Retragere, Secția Ilfov, Buletinul No. 5. Ciclul Conferințelor Secției Ilfov U.O.R., București, Cultura Națională, 1925.
- Și-au făcut datoria (Amintiri din primul război mondial)  [1968]: Colonel în rezervă Pârvu Boerescu, La Jiu (p. 52-61).
- Pârvu Boerescu, Jurnal de front (de la Jiu la Mărășești), Craiova, Editura Scrisul Românesc, 1975.

## Galerie

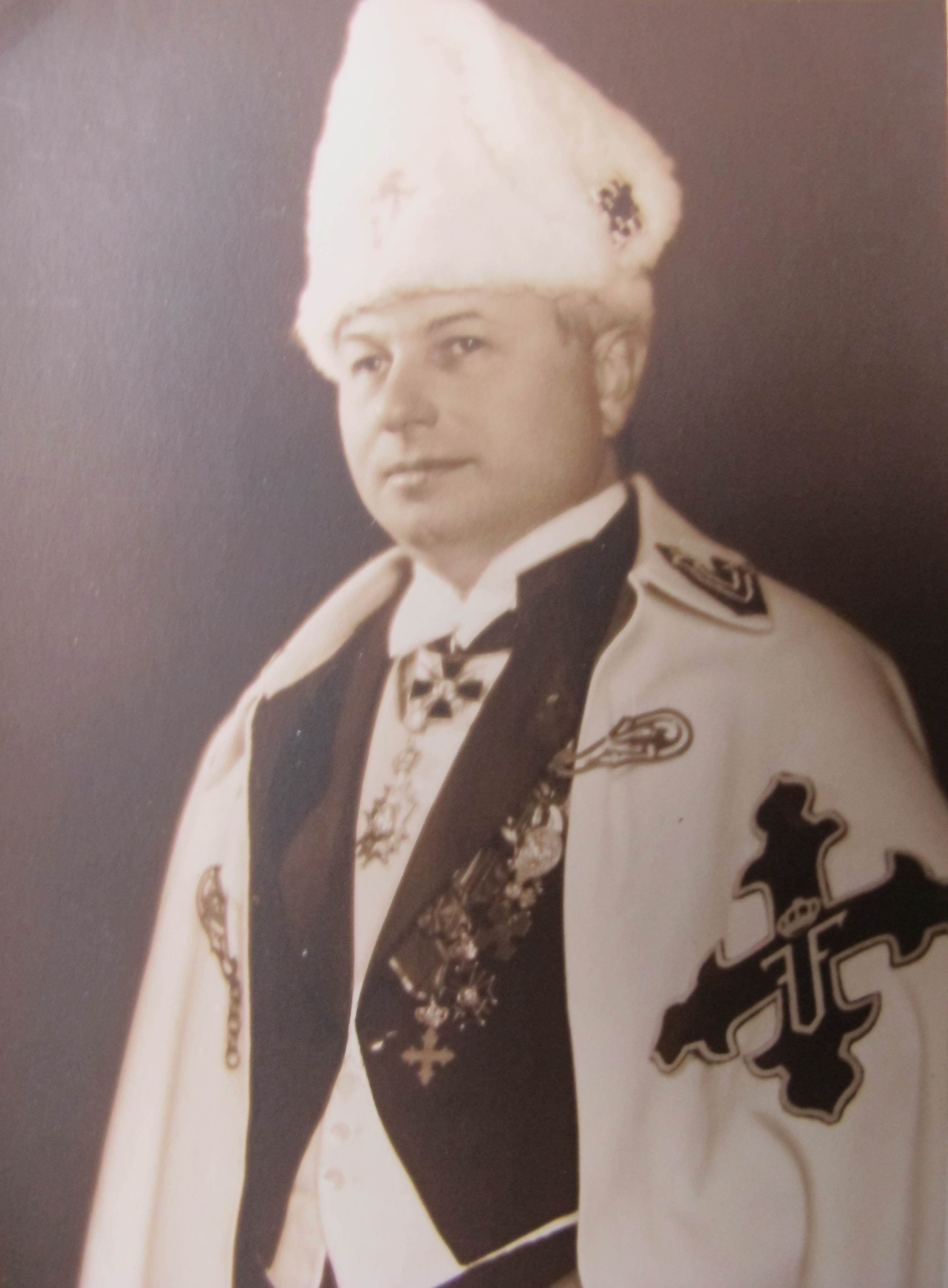
Lt.-col. Pârvu Boerescu în 1936
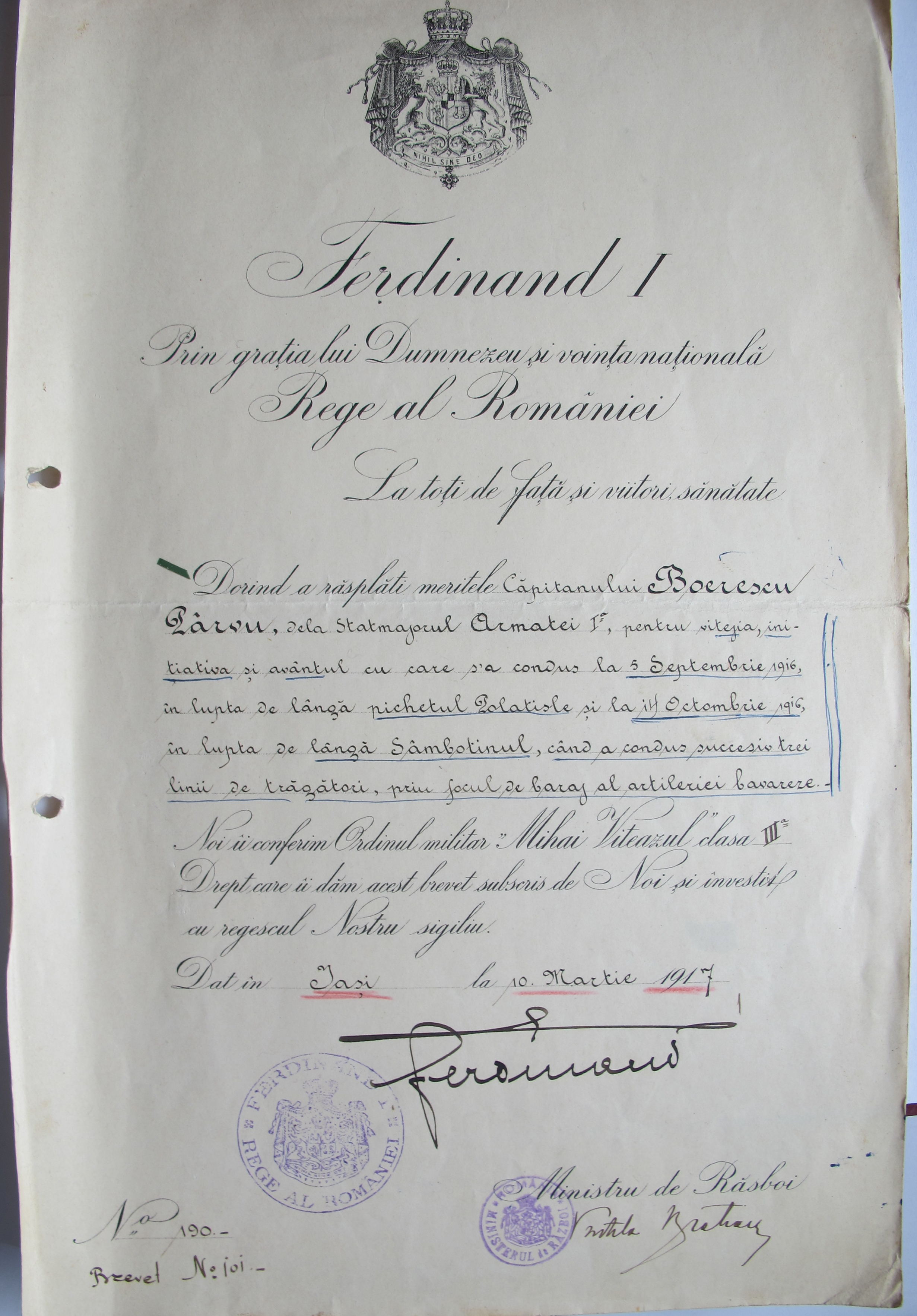
Brevet al Ordinului "Mihai Viteazul"
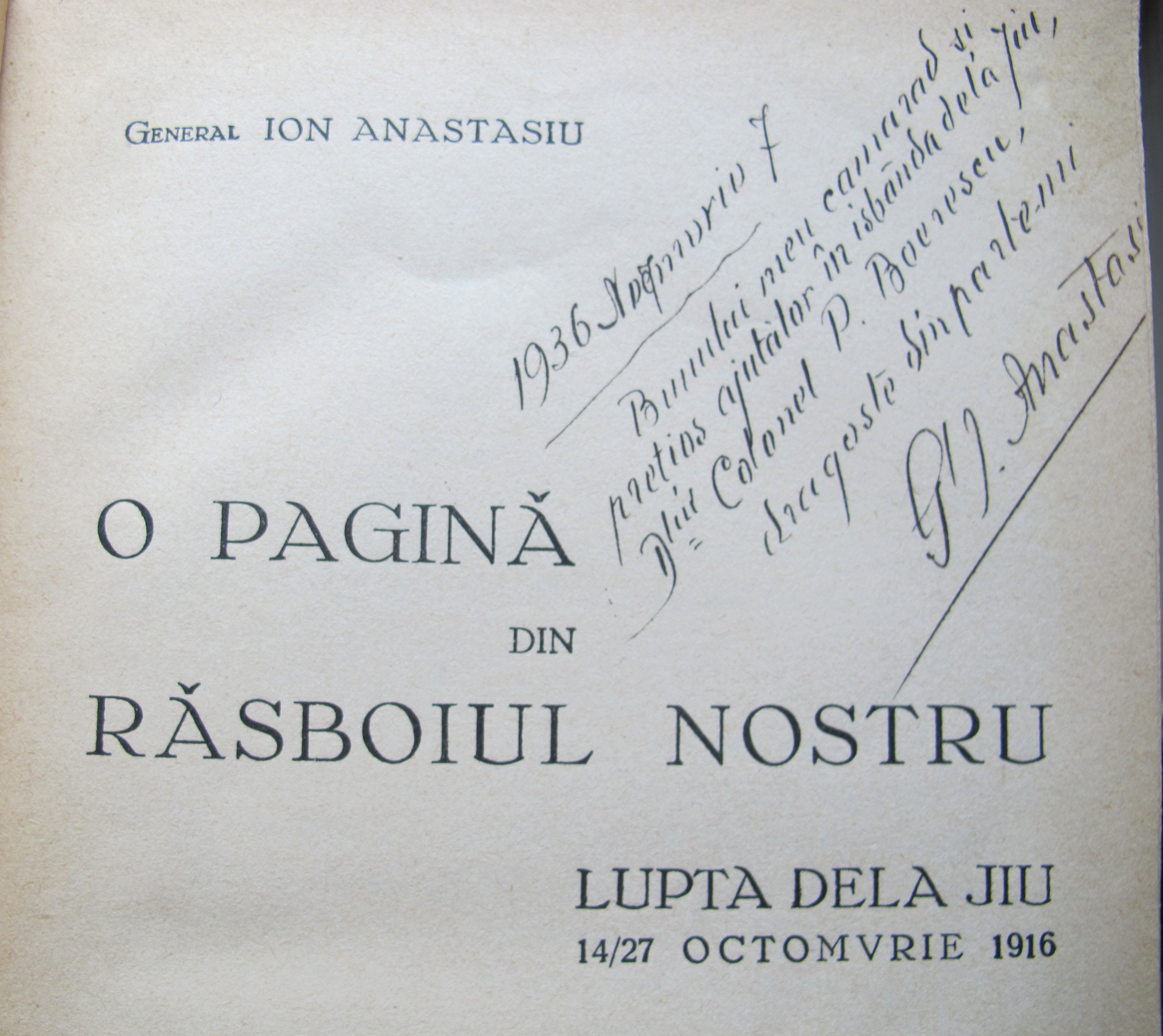
Gen. I. Anastasiu, Lupta de la Jiu
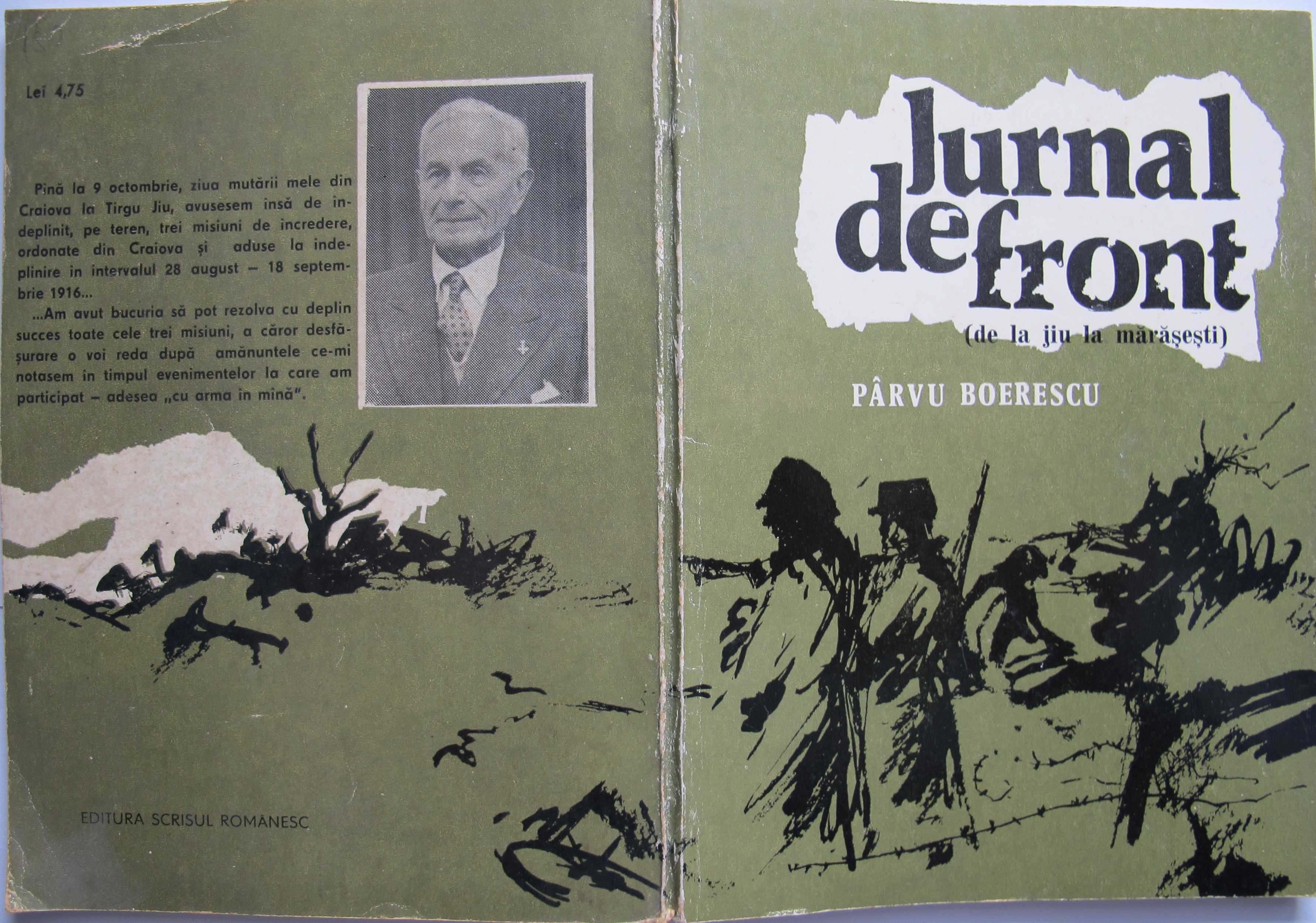
Col. P. Boerescu, Jurnal de front (de la Jiu la Mărășești)